# 植田孟縉
植田 孟縉（うえだ もうしん、宝暦7年12月8日（1758年1月17日） - 天保14年12月14日（1844年2月2日））は、八王子千人同心組頭。「武蔵名勝図会」の著者。

## 経歴
宝暦7年（1757年）12月8日、熊本自庵の子として江戸屋敷で生まれる。19歳のとき八王子千人同心組頭植田元政の養子となる。通称は十兵衛、孟縉と号した。
漢学塾を開く。文化10年（1813年）、八王子千人同心千人頭原胤敦に地誌創作の幕命があると、孟縉は塩野適斎らとともに武蔵国の多摩郡、高麗郡、秩父郡の地誌編纂に従事、「新編武蔵風土記稿」の一部を完成させる。「新編武蔵風土記稿」編纂に際して、文政6年（1823年）、多摩郡を中心とした地誌「武蔵名勝図会」を著し、昌平黌の林述斎に献上した。
天保2年（1831年）に八王子千人同心千人頭原胤禄(原胤敦孫)に相模国津久井の地誌調査が命じられると、「新編相模国風土記稿」の編纂にも手を貸したと思われる。
その他、「日光山志」「日光名勝考」「鎌倉名勝図」「浅草寺旧跡考」など著書多数。
天保14年（1843年）12月14日、自宅（現・八王子市千人町）で死去。享年87。墓地は宗徳寺（東京都八王子市滝山町1-719）にある。
曾孫に尾崎行雄がいる。